# Frauenheld
Frauenheld (englisch womanizer; französisch homme à femmes) ist eine Bezeichnung für Männer, die häufig (sexuelle) Bekanntschaften zu mehreren Frauen suchen oder unterhalten (promiskuitiv leben) oder auffallend häufig Beziehungen wechseln. Synonyme für Frauenheld sind unter anderem Casanova, Don Juan, Schürzenjäger, Weiberheld oder Papagallo.
Frauenhelden, die keine ernsthaften Absichten hegen, sondern ein Liebesabenteuer, eine Sexbeziehung, einen Flirt oder Ähnliches beabsichtigen und dadurch spätere Sorgen oder Liebeskummer verursachen, werden oft als Herzensbrecher bezeichnet.

## Geschichte
Ab dem 18. Jahrhundert ist der Herzensbrecher (auch: Herzenbrecher) als Bezeichnung bekannt für jemanden, der sich auf nicht immer ehrenwerten Wegen um die Gunst von Frauen bemüht; älter ist nur die Bezeichnung Herzensdieb. Beide gehen auf die in der deutschen Liebeslyrik seit dem Mittelalter geläufige Vorstellung vom gebrochenen Herzen als Sitz des Gefühls zurück. Ähnlich alt ist der Schwerenöter, aber manchmal mit negativer Konnotation.
Ebenfalls sehr früh wird in der Literatur der Ausdruck Herzenbrecher für den personifizierten Tod verwendet.
In den 1920er Jahren hielt Herzensbrecher Einzug in die Theatersprache und bezeichnete das Rollenfach des jugendlichen Liebhabers, der (vermeintlich oder tatsächlich) leichtfertig mit Gefühlen spielt. Auch auf Kunstpostkarten wurde er in dieser Zeit häufig unter dieser Bezeichnung abgebildet.
Besonders erfolgreiche Frauenhelden gibt es sowohl als rein fiktive, literarische Gestalten wie auch als reale Personen; nicht selten inspirierten reale Personen auch fiktive, literarische Gestalten. Ihr Erfolg bei Frauen basierte auf ihrer sozialen Stellung, Reichtum, charakterlichen Eigenschaften, Ausstrahlung, Attraktivität, Persönlichkeit oder Sexappeal. Insbesondere männliche Prominente gelten oftmals als Frauenhelden. Solche, denen die Frauenherzen „zufliegen“, unterscheiden sich von „gewöhnlichen Schürzenjägern“ vor allem dadurch, dass ihre Attraktivität (aufgrund ihres Aussehens, ihres Reichtums oder ihrer Prominenz) ihnen Erfolge bei Frauen einbringt, ohne dass sie diese offensiv suchen müssen, während Letztere in bisweilen aufdringlicher Weise Frauen hinterherstellen; für diese werden daher oft abwertende Adjektive wie „schmierig“ (englisch: creepy) gebraucht.
Das weibliche Gegenstück zum Frauenhelden könnte etwa in der Femme fatale gesehen werden, ein jüngerer, englischer Ausdruck dafür ist vamp.

### Reale geschichtliche Personen
Die bekanntesten realen Frauenhelden dürften Giacomo Casanova (1725–1798) und der US-Präsident John F. Kennedy (1917–1963) darstellen. Kennedy übertrifft die Zahl der Liebschaften, die fiktiven bzw. rein literarischen Gestalten angedichtet worden ist.
Ein weiterer US-Präsident, Bill Clinton (* 1946), ist im Zuge der Lewinsky-Affäre 1998 oft als „Womanizer“ bezeichnet worden; seitdem ist dieses Wort auch im deutschsprachigen Raum bekannt.
Auch Mick Jagger (* 1943), hatte eine Vielzahl an Sexualkontakten, etwa zu Uschi Obermaier. Und der Sänger und Komponist Udo Jürgens (1934–2014) bekannte sich verschiedentlich – so z. B. 2012 in einer Talksendung bei Markus Lanz – offen zu vielen Frauenbeziehungen.
Nicht zuletzt sind Schauspieler wie Warren Beatty, George Clooney oder Brad Pitt der Kategorie Frauenhelden bzw. Womanizer zugeordnet worden.

### Fiktive, literarische Gestalten
Der in der Kunst bekannteste Frauenheld dürfte Don Juan sein, Protagonist in der Komödie Don Juan von Molière sowie in der Oper Don Giovanni von Mozart. Die Zahl der Liebschaften Don Giovannis wird von seinem Diener Leporello in der sog. „Register-Arie“ besungen, „allein in Spanien 1003“.
Eine musikalische Parodie auf einen Frauenhelden ist das Lied Schmidtchen Schleicher (im Original: Foxie Foxtrot) der niederländischen Band Nico Haak en de Paniekzaaiers aus dem Jahr 1975, ins Deutsche übersetzt von dem Kabarettisten Hans Scheibner.
In der Fernsehserie Monaco Franze – Der ewige Stenz war 1983 die Hauptfigur ein Frauenheld.
Die deutsche Komödie Nur über meine Leiche aus dem Jahr 1995 dreht sich um einen Herzensbrecher.
Marcel Proust kombiniert in seinem Roman Auf der Suche nach der verlorenen Zeit in der Figur des Charles Swann einen notorischen Frauenhelden mit vielschichtigen gesellschaftlichen Motiven des Fin de Siècle. Swann selbst symbolisiert die Möglichkeiten des sozialen Aufstiegs: Dem Sohn eines wohlhabenden jüdischen Wechselhändlers gelingt es, als feinsinniger Kunstkenner und -sammler mit perfekten Manieren zum Habitué der exklusivsten Zirkel des Jockey-Club de Paris zu werden, dank seines erlesenen Geschmacks und taktvollen Benehmens sogar zum Freund hoher und höchster Aristokraten aufzusteigen, wie des britischen Kronprinzen Albert Edward. Gelangweilt von den bildungsbürgerlichen Salonnièren und den aristokratischen Damen des Faubourg Saint-Germain geht er als Schürzenjäger jedoch oft seine eigenen Wege und steigt hübschen Kellnerinnen und Dienstmädchen nach. Dies findet eine Unterbrechung erst, als ihn die nicht mehr ganz junge Kurtisane Odette de Crécy, eine „gefallene Dame“ der höheren Gesellschaft (Motiv des Abstiegs), mit ihrer fürsorglichen Aufmerksamkeit und „Verliebtheit“ einfängt und heiratet. Vorbild für die Figur der Odette war die reale Kurtisane Méry Laurent. Die Kurtisanen im Paris des 19. Jahrhunderts geben sich – trotz ihrer gesellschaftlichen Ächtung – oft als souveräne Persönlichkeiten, die vor allem in Künstlerkreisen der Bohème Bewunderung finden und in einer äußerlich prüden, patriarchalischen Gesellschaft vom Frauenheldentum als Geschäftsmodell profitieren. Swann hält seine Geliebte und spätere Ehefrau, die weder besonders schön noch gebildet ist, sondern oberflächlich, sentimental und ohne Geschmack, deren Ruf vor allem irreparabel kompromittiert ist, wohlweislich aus den höheren Gesellschaftskreisen fern, um seine Stellung dort nicht zu gefährden; hierfür revanchiert sie sich, indem sie schließlich ihre eigenen Freundeskreise, namentlich den künstlerisch angehauchten Salon der Madame Verdurin, ohne Swann aufsucht. Sich dadurch rückkoppelnde wechselseitige Eifersüchteleien führen am Ende dazu, dass die Eheleute ihre eigenen Wege gehen und Swann wieder in seine alten Gewohnheiten verfällt. Das Gegenstück zum „Frauenhelden“ Swann ist der schwule „Männerheld“ Baron de Charlus, ein Dandy, der zur höchsten Aristokratie zählt, sich als „Paradiesvogel“ – aus Langeweile und Neugier – jedoch auch in Kreise jüdischer Bourgeoisie und künstlerischer Bohème sowie – diskret, aber mit eindeutigen Absichten – in die proletarische Welt der Dienstboten begibt. Beide Figuren haben reale Vorbilder aus Prousts Bekanntenkreis, Swann ist dem jüdischen Kunstkenner Charles Haas nachempfunden, Charlus ist ein Abbild des Schriftstellers Graf Robert de Montesquiou.